# Denise Ferreira da Silva

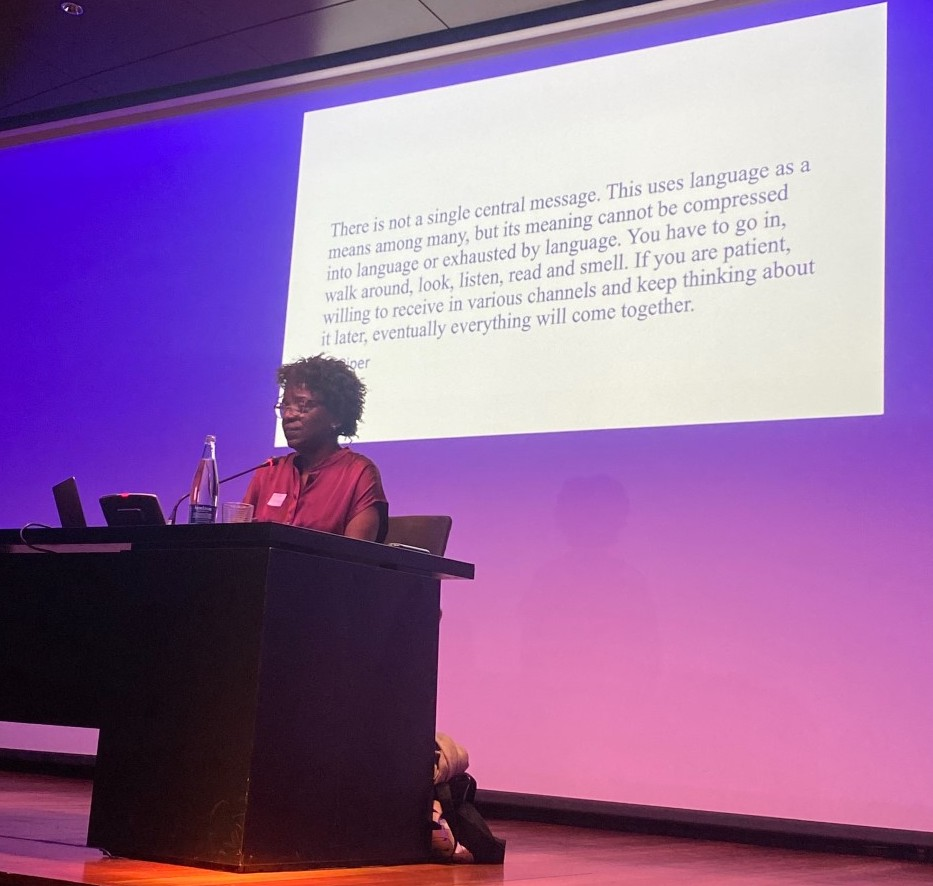
Denise Ferreira da Silva

Denise Ferreira da Silva (* in Botafogo) ist eine brasilianische Philosophin, Künstlerin und Aktivistin. Sie ist Professorin an der University of British Columbia und derzeit (im Sommersemester 2023) Gastprofessorin für zeitgenössische Philosophie an der Universität Paris 8. Sie leitet außerdem das Institute for Gender, Race, Sexuality and Social Justice an der University of British Columbia. Sie ist Autorin mehrerer Monografien und befasst sich in ihrer wissenschaftlichen und künstlerischen Arbeit mit den ethisch-politischen Herausforderungen der globalen Gegenwart.

## Ausbildung
Ferreira da Silva studierte Soziologie und Anthropologie an der Universidade Federal do Rio de Janeiro. Ihre Promotion absolvierte sie an der University of Pittsburgh im Jahr 1999. Sie hatte Gastprofessuren an international renommierten Universitäten wie der University of Pennsylvania, der New York University, der University of Toronto, der Universidade de São Paulo, der University of Copenhagen inne.

## Werk
Arbeitsschwerpunkte
Ihre theoretische Arbeit, die sich auf Forschung zu den Themen weibliche Genitalbeschneidung, Polizeigewalt, Schwarze politische Mobilisierung und die Rhetorik des „War on Terror“ bezieht, besteht hauptsächlich in der Formulierung einer kritischen Strategie bzw. global/historischen Analyse, die die Zentralität von race im modernen (post-aufklärerischem) Denken. Dabei bezieht sie sich auch auf post-strukturalistische und feministische Theorie und Psychoanalyse.
Sie versteht ihre Arbeit als Kritik am liberalen zeitgenössischen kritischen Denken und versucht zu verstehen, wie race/raciality – als wissenschaftlicher, anthropologischer und soziologischer Bedeutungsträger von menschlicher Differenz – in der derzeitigen globalen Konfigurationen funktioniert. Damit versucht sie neue Räume für die Theoretisierung von globaler Gerechtigkeit zu schaffen.
Die Beschäftigung mit diesen Themen resultiert auch aus ihrer langjährigen aktivistischen Arbeit in der Arbeiter-Assoziation ihrer Nachbarschaft und in der Schwarzen brasilianischen Bewegung.

## Rezeption
„Serpent Rain is as much an experiment in working together as it is a film about the future. The collaboration began with the discovery of a sunken slave ship, and an artist asking a philosopher – how do we get to the post-human without technology? And the philosopher replying – maybe we can make a film without time.“

## Veröffentlichungen (Auswahl)

### Monografien
- Toward a Global Idea of Race. University of Minnesota Press, 2007. ISBN 9780816649204.
- A Divida Impagavel. Oficina da Imaginação Politica/Living Commons/Casa do Povo, 2019. ISBN 9786559791644.
- Homo Modernus. Oficina da Imaginação Politica/Living Commons, 2022. ISBN 978-6556910857.
- Unpayable Debt. Sternberg Press, 2022. ISBN 9783956795428.
- Notes Towards the End of Time. Living Commons Press, (in Press).

### Herausgaben
- mit: Paula Chakravartty: Race, Empire, and the Crisis of the Subprime. Johns Hopkins University Press, 2013. ISBN 9781421410012.

### Filme
- mit Arjuna Neuman: Serpent Rain (2016)
- mit Arjuna Neuman: 4Waters-Deep Implicancy (2018)[3]
- mit Arjuna Neuman: Soot Breath/Corpus Infinitum (2021)
- mit Arjuna Neumann: Ancestral Clouds Ancestral Claims (2023)[4]